# L'Amour à Waikiki
Pour plus de détails, voir Fiche technique et Distribution.
L'Amour à Waikiki (Waikiki Wedding) est un film américain réalisé par Frank Tuttle, sorti en 1937. Le film gagna l'Oscar de la meilleure chanson originale et fut nommé à l'Oscar de la meilleure chorégraphie.

## Synopsis
Tony Marvin, un agent de publicité se retrouve mêlé à de folles histoires lors de son séjour à Hawaï...  

## Fiche technique
- Titre : L'Amour à Waikiki
- Titre original : Waikiki Wedding
- Réalisation : Frank Tuttle
- Scénario : Frank Butler, Walter DeLeon, Don Hartman et Francis Martin
- Photographie : Karl Struss
- Montage : Paul Weatherwax
- Société de production : Paramount Pictures
- Pays d'origine :  États-Unis
- Format : Noir et blanc - 1,37:1 - Mono
- Genre : Comédie romantique et film musical
- Dates de sortie : 
  - États-Unis : 23 mars 1937
  - Suède : 10 mai 1937
  - Finlande : 1er août 1937
  - Portugal : 17 février 1938

## Distribution
- Bing Crosby : Tony Marvin
- Bob Burns : Shad Buggle
- Martha Raye : Myrtle Finch
- Shirley Ross : Georgia Smith
- Georges Barbier : J.P. Todhunter
- Leif Erickson : Dr Victor Quimby
- Grady Sutton : Everett Todhunter
- Granville Bates : Oncle Herman
- Anthony Quinn : Kimo
- Mitchell Lewis : Koalani
- George Regas : Muamua
- Harry Stubbs : Keith
- Victor Wong : un jardinier